# Tracey McBean
Tracey McBean es una serie de animación infantil australiano, creada por Mary Small. La misma cuenta sobre los hechos cotidianos de la vida de Tracey McBean, una niña que tiene la especialidad de inventar cosas. El primer libro de la serie. El mismo fue reimpreso a las 8:00 a. m. el 4 de septiembre de 2004 en Discovery Kids de Discovery Channel en Estados Unidos. También es el nombre de una serie televisiva adaptada con base en el libro del mismo nombre, cuyo primer episodio tiene una trama correspondiente al primer libro de la serie.
Esta serie fue orientada a un público adolescente y/o preadolescente de la población australiana. Entre sus características notables está una narrativa que se adentra algunas veces paulatina o de forma drástica a la ciencia ficción, en una mezcla entre las temáticas hacia al público dirigido que varían de un episodio a otro. La serie en la mayoría de los episodios era narrada en pasado por la protagonista, que describía (durante breves momentos de cada episodio) lo que estaba pasando y lo que había aprendido de sus experiencias al inventar, al tratar de resolver efectos colaterales de la mayoría de sus inventos, o sus perspectivas y opiniones de lo que estaba sucediendo, o de lo que debería de suceder. Siendo la serie en su conjunto una crítica muy sutil de la invención y de la tecnología (en especial la del siglo XX y XXI), que en conjunción con la narrativa tenía la finalidad de dejar en la mayoría de los casos: una moral, una opinión y/o una observación como conclusión para cada episodio.
Esta serie fue producida por Southern Star Entertainment y Discovery Kids. Su emisión se inició en el 4 de septiembre de 2004 y culminó en el 27 de enero de 2007. Fue trasmitida por:
- ABC Kids en Australia. (2005-2009)
- XEIPN-TV en México, con excepción de Oaxaca. (2006-2011)
- Canal 9 en Oaxaca. (2008–2011)
- Discovery Kids en los Estados Unidos. (4 de septiembre de 2004 - 27 de enero de 2007)
- Discovery Kids en América Latina. (18 de julio de 2005 – 22 de febrero de 2008)
- Boomerang Latinoamérica. (4 de marzo de 2005-27 de junio de 2008)
- Teletoon en Francia. (2008–2009)

Fueron 76 episodios, distribuidos en 38 programas que conformaron tres temporadas.

## Sinopsis
La protagonista, Tracey Alicia Lauren McBean (nombre completo), es una chica de 9 años de edad, de acuerdo a lo establecido en la serie; ella asiste a su escuela junto con su mejor amigo, Shamus Wong. Ellos suelen emplear sus creaciones (de Tracey) con múltiples propósitos; desde proyectos escolares hasta para su diversión únicamente, aunque ello pueda acarrearles problemas. Ella vive en una casa muy grande con sus padres y sus hermanos Gordon y Megan, y él, con su padre y sus hermanos en el décimo quinto piso de un edificio de departamentos. A él le encanta ayudar a Tracey a inventar y crear aparatos, aunque siempre lo hace desde una perspectiva más moral que Tracey, pero preferentemente él ama cultivar en huertos orgánicos, trabajar en proyectos esporádicos y especialmente estudiar y criar ranas.
Comúnmente, ella viste una camisa blanca sin dibujos ni diseños, unos pantalones color azul marino y un par de zapatos color rojo. Cabe destacar que siempre usa anteojos de cristales circulares. Mientras que su amigo Shamus, normalmente utiliza un buzo color rojo y azul (este último color, algo apagado), pantalones deportivos del mismo color azul anteriormente citado y unos zapatos iguales a los de Tracey, pero de color marrón (en realidad, tanto los de Tracey como los de Shamus parecen sandalias).
Megan, es la hermana menor de Tracey con la que comparte una antipatía común. Ésta antipatía va creciendo conforme avanzan las temporadas: de una simple molestia infantil por parte de la hermana menor, hasta que se transforma en un permanentemente hastío entre las dos hermanas, situación que sólo es difuminada por la intervención moral reconciliadora de los amigos de ambas hermanas. Este disgusto entre las dos hermanas comenzó principalmente en el hecho de que Megan molestaba a Tracey numerosas veces(por ejemplo en el primer episodio ella trató despectivamente a Tracey por ser más alta que su hermana mayor). Sin embargo en la serie se muestra que Tracey siempre estará dispuesta a inventar algo con tal de ponerle fin a los conflictos entre ella y su hermana.
Sus antagonistas son los hermanos McConnolly, quienes también asisten a la misma escuela (y curso) de Tracey y Shamus. Siempre han sido rivales de la familia McBean y Wong, sobresalen en mediocridad y parecen poco inteligentes (principalmente Jake, debido a que siempre se le ve abstraído), aun así a veces muestran señales de inteligencia, y en la mayoría de los casos una astucia para robar los inventos de Tracey, y utilizarlos in-apropiadamente para sus abusivos intereses. Suelen molestar a menudo a Tracey y Shamus. Los hermanos son dos: Jim (el líder) y Jake. A su vez, Tracey tiene otro rival cuya capacidad intelectual es igual o muy probablemente menor. Éste rival se llama Laszlo, miembro de un club de ciencias para adolescentes de su escuela.
En la mayoría de los episodios, Tracey inventa algún dispositivo (gracias a sus capacidades técnicas y conocimientos científicos, y probablemente conocimientos empíricos) con el fin de ayudarle a sus familiares y amigos a solventar sus problemas, aunque ello pueda traer otros. Sea como sea, Tracey y sus amigos deben solventar el problema generado. Entre algunos de sus inventos, se pueden nombrar: una máquina que le hace la tarea de forma automática, un buscador de objetos perdidos (elementro crucial en el episodio ¨Lost Thing Finder¨), hasta intentos de aeronaves y una máquina para aumentar la altura de una persona (elemento crucial en el episodio ¨Streching Machine¨).

## Lista de personajes
- Tracey McBean: La protagonista.
- Shamus Wong: Mejor amigo de Tracey.
- Megan McBean: La hermana menor de Tracey.
- Gordon McBean: El hermano mayor de Tracey.
- Sr. y Sra. McBean: Los padres de Tracey.
- Sandy y Maurice: Las mascotas de Tracey (perro y gato, respectivamente).
- Hermanos McConnolly (Jim y Jake): Los antagonistas.
- Laszlo: Rival de Tracey.
- Srta. Carmodia: La maestra de Tracey.
- Sr. Longbottom: Director del colegio.
- Familia de Shamus: Los tres hermanos mayores de Shamus, y sus padres.

## Lista de episodios (en inglés)

### Primera Temporada (Estrenada en 2004 y 2005)
1. "Stretching Machine" & "Family Power"
2. "Gordon the King" & "Lost Thing Finder"
3. "Mom's Birthday" & "Multiplication"
4. "Pocket Money" & "School Camp"
5. "Brain Machine" & "Local Weather"
6. "Stage Fright" & "Pink Monster"
7. "Invisible Megan" & "The Great Race"
8. "Fancy Dress" & "Rainbow"
9. "Robo Tracey" & "Horsing Around"
10. "Zoom Boots" & "Bugs"
11. "Finding the Beat" & "Gordon's Bed"
12. "Gordon's Makeover" & "Ultimate Jungle Gym"
13. "Fallout" & "Freckle Frenzy"

### Segunda Temporada (Estrenada en 2005 y 2006)
1. "Sherlock Tracey" & "Bad Luck Lee"
2. "Bald Bob" & "Marble Mania"
3. "Election" & "The Vegetable That Cried Wolf"
4. "World Record" & "Gentleman Jim"
5. "Big Things" & "The McConnelly Cousin"
6. ""13"" & "Anti-Shamus"
7. "Teddys" & "Galaxy Blazers"
8. "Party On" & "Dirt Magnet"
9. "Time Skip" & "Lights, Camera, Action"
10. "Surfbuster" & "Zoo Story"
11. "Fairy Tales" & "Swap"
12. "A Trifling Master" & "On Ice"
13. "Go!, Gordon!, Go!" & "Lost Muse"

### Tercera Temporada (Estrenada en 2006 y 2007)
1. "Overdue" & "Jim In Charge"
2. "Stuck On You" & "Jurrasic Tracey"
3. "Jim's Curse" & "Away"
4. "Clowning Around" & "Big Nick"
5. "Socks" & "To The Top"
6. "Boss Tracey" & "Where The Wind Blows Tracey"
7. "Rubbish" & "Wild Times"
8. "Come Back Kitty" & "Remote Control"
9. "Quiz Show" & "Radio Jim"
10. "Mystery Girl" & "Of Lice And Tracey"
11. "Escape" & "Game On"
12. "The Makeover" & "Inner Beauty"

## Voces de los personajes

### Inglés (Australia y Estados Unidos)
- Alice Ley - Tracey McBean
- Anthony Hayes - Shamus Wong
- Lisa Bailey - Megan McBean
- Akmal Saleh - Jim McConnelly
- Meaghan Davies- Megan McBean (Final Series)

### Español (Latinoamérica)
- Mercedes Prato - Tracey McBean
- Luis Carreño - Shamus Wong
- Kaihiamal Martínez - Gordon McBean
- José Manuel Vieira - Jim McConnelly
- Ezequiel Serrano -J ake McConnelly